# Amerikaanse kerkuil
De Amerikaanse kerkuil (Tyto furcata) is een uil uit de familie van kerkuilen (Tytonidae). 

## Taxonomie
Uit moleculair genetisch onderzoek bleek dat de in de Nieuwe Wereld voorkomende ondersoorten van de kerkuil als een afzonderlijke clade kan worden opgevat. Deze groep van ondersoorten kan worden beschouwd als een afzonderlijke soort.

## Verspreiding
De Amerikaanse kerkuil telt twaalf ondersoorten:
- T. f. pratincola (Bonaparte, 1838): zuidelijk Canada en het noordoosten van de Verenigde Staten tot Oost-Nicaragua, Hispaniola, Bermuda, Bahama-eilanden.
- T. f. guatemalae (Ridgway, 1874): West-Guatemala tot Panama en Noord-Colombia
- T. f. bondi  Parkes & Phillips, AR, 1978: Bay Island (voor de kust van Honduras)
- T. f. niveicauda Parkes & Phillips, AR, 1978:  Pines, eilandje bij Cuba
- T. f. furcata  (Temminck, 1827): Cuba, Kaaimaneilanden en Jamaica
- T. f. nigrescens (Lawrence, 1878): Dominica
- T. f. insularis (Pelzeln, 1872):  Kleine Antillen
- T. f. bargei (Hartert, 1892):  Nederlandse Antillen
- T. f. contempta (Hartert, 1898):  Andes van Venezuela tot Peru
- T. f. hellmayri Griscom & Greenway, 1937: Guiana's en het noorden van Brazilië
- T. f. tuidara (Gray, JE, 1828): Midden-Brazilië tot Vuurland
- T. f. punctatissima (Gould & Gray, GR, 1838): Galapagoseilanden

## Status
De Amerikaanse kerkuil komt niet als aparte soort voor op de lijst van het IUCN, maar is daar nog een ondersoort van de kerkuil (T. alba).